# 格爾托湖
53°21′20″N 12°56′30″E / 53.35556°N 12.94167°E
格爾托湖（德語：Görtowsee），是德國的湖泊，位於該國東北部，由梅克倫堡-前波美拉尼亞州負責管轄，處於梅克倫堡湖區縣，距離新施特雷利茨約8公里，長1.1公里、寬0.4公里。